# 寒水魚
『寒水魚』（かんすいぎょ）は、1982年3月21日に発表された中島みゆきの9作目のオリジナルアルバム。

## 解説
タイトルの「寒水魚」は、熱帯魚をもじった中島みゆき自身による造語である。
プロデュースは中島自身の手による。アレンジャーは青木望、後藤次利、松任谷正隆の3人（各人がどの楽曲を手掛けたかは下記を参照）。
尚、本作発売にあたり「傾斜」が非売品サンプル7インチシングル盤でシングルカットされた（B面は「捨てるほどの愛でいいから」、規格品番：PR-36）。

## 再発盤
1983年にキャニオン・レコードよりCD化されており、現行盤CDは2018年にヤマハミュージックコミュニケーションズから発売されているもの（アートワークが変更され、デジタルリマスタリングもされた）。本作のポニーキャニオン盤は既に廃盤となっているが、2021年現在、本作を含んだ通販限定CD-BOXは、ポニーキャニオンショッピングクラブにて販売中である。
尚、2012年、Tom Baker at Precision Mastering (Los Angeles) により新たにデジタルリマスタリングされたCDがクリスタルディスクにて発売された（規格品番：YMPCD-10018）。

## 記録
1981年に発売されたシングル「悪女」の大ヒットに相乗する形でセールスを伸ばし、1982年年間アルバム売上第1位を記録した。40枚以上に及ぶ彼女のスタジオ録音アルバムの中で、最もセールス的に成功した。また、それ以外に発売されたカセットテープやCDなどといった各フォーマットの売上と合計した総数は約82万枚に及ぶと推定されている。
『第24回日本レコード大賞』の'82アルバムベスト10と、ベストアルバム賞を同時に受賞した。

## 収録曲

### LPレコード
| 全作詞・作曲: 中島みゆき。 |                              |            |            |          |      |
| #                          | タイトル                     | 作詞       | 作曲・編曲 | 編曲     | 時間 |
| 1.                         | 「悪女」                     | 中島みゆき | 中島みゆき | 後藤次利 | 5:12 |
| 2.                         | 「傾斜」                     | 中島みゆき | 中島みゆき | 後藤次利 | 5:58 |
| 3.                         | 「鳥になって」               | 中島みゆき | 中島みゆき | 青木望   | 5:18 |
| 4.                         | 「捨てるほどの愛でいいから」 | 中島みゆき | 中島みゆき | 青木望   | 6:41 |
| 合計時間:                  | 合計時間:                    | 合計時間:  | 23:09      |          |      |

| 全作詞・作曲: 中島みゆき。 |            |            |            |            |      |
| #                          | タイトル   | 作詞       | 作曲・編曲 | 編曲       | 時間 |
| 1.                         | 「B.G.M.」 | 中島みゆき | 中島みゆき | 松任谷正隆 | 3:50 |
| 2.                         | 「家出」   | 中島みゆき | 中島みゆき | 青木望     | 3:57 |
| 3.                         | 「時刻表」 | 中島みゆき | 中島みゆき | 青木望     | 5:29 |
| 4.                         | 「砂の船」 | 中島みゆき | 中島みゆき | 青木望     | 3:53 |
| 5.                         | 「歌姫」   | 中島みゆき | 中島みゆき | 青木望     | 8:10 |
| 合計時間:                  | 合計時間:  | 合計時間:  | 25:19      |            |      |

### CD
| 全作詞・作曲: 中島みゆき。 |                              |            |            |            |      |
| #                          | タイトル                     | 作詞       | 作曲・編曲 | 編曲       | 時間 |
| 1.                         | 「悪女」                     | 中島みゆき | 中島みゆき | 後藤次利   | 5:12 |
| 2.                         | 「傾斜」                     | 中島みゆき | 中島みゆき | 後藤次利   | 5:58 |
| 3.                         | 「鳥になって」               | 中島みゆき | 中島みゆき | 青木望     | 5:18 |
| 4.                         | 「捨てるほどの愛でいいから」 | 中島みゆき | 中島みゆき | 青木望     | 6:41 |
| 5.                         | 「B.G.M.」                   | 中島みゆき | 中島みゆき | 松任谷正隆 | 3:50 |
| 6.                         | 「家出」                     | 中島みゆき | 中島みゆき | 青木望     | 3:57 |
| 7.                         | 「時刻表」                   | 中島みゆき | 中島みゆき | 青木望     | 5:29 |
| 8.                         | 「砂の船」                   | 中島みゆき | 中島みゆき | 青木望     | 3:53 |
| 9.                         | 「歌姫」                     | 中島みゆき | 中島みゆき | 青木望     | 8:10 |
| 合計時間:                  | 合計時間:                    | 合計時間:  | 48:28      |            |      |

## 楽曲解説
1. 悪女
  - オリジナルは1981年にシングルとして発表され、オリコンのウィークリーシングルチャートで最高1位・1982年度年間シングルチャートで最高6位を記録した大ヒットナンバー。このアルバムに収録されているのは、後藤次利によるロック色をより強調したソリッドなアレンジが施されたアルバム・バージョン。このアルバムの発表後彼女は、自身が“御乱心の時代”と称する模索の時期へと突入するが、後年になって彼女はこれがその予兆だったと述懐している。
  - 2012年に、テレビ東京系アニメ『ジュエルペット サンシャイン』第49話の挿入歌にこの曲のアルバム・バージョンが使われた[注釈 1]。
2. 傾斜
  - 1996年に発行された教科書『高等学校 現代文』（角川書店）[4]に歌詞が掲載された。
  - 前述の通り非売品サンプル7インチシングル盤でシングルカットされた。
  - 2004年に発売されたアルバム『いまのきもち』にてセルフカバー。
3. 鳥になって
  - ここから先はストリングスを主体とした精美な楽曲が続く。この曲をはじめとするアルバムの収録曲の3分の2の編曲は青木望の手によるものである。ストリングスを全面的にフィーチャーしたやや大仰ともいえるアレンジが特徴だが、1987年に発表されたライブ・アルバム『歌暦』には、中島本人のギター弾き語りのみという、正規テイクとは打って変わってシンプルなアレンジのバージョンが収録されている。
4. 捨てるほどの愛でいいから
  - 1982年のコンサートツアー「明日を撃て!」で当初唄われたが、ツアー後半から唄われなくなった。
  - 前述通り非売品サンプル7インチシングル盤でシングルカットされた。
5. B.G.M.
  - 前作『臨月』で、数曲の編曲を手掛けた松任谷正隆が、本作ではこの曲のみアレンジとキーボードを担当している。
6. 家出
7. 時刻表
8. 砂の船
  - 1992年の「夜会 VOL.4 金環蝕」の冒頭ではドラムやキーボードの音を強調した迫力のあるアレンジで歌われた。
9. 歌姫
  - このアルバムの核ともいえる8分超の大作。1992年に発売されたベスト・アルバム『中島みゆき BEST SELECTION II』にも収録された人気曲である。2004年発表のセルフカバー・アルバム『いまのきもち』にはリメイクバージョンが収録されている。また、『いまのきもち』を発売するにあたり、PV撮影を兼ね行われたスタジオ・ライブ・バージョンもDVDとSACDで発表された。
  - NHK BSプレミアムで 2013年11月3日に放送されたオール中島みゆきナイト内で放送されたPVでは、『生きていてもいいですか』『ひとり上手』ジャケット・フォト・セッションの様子を動画で見ることができる。

## 参加アーティスト
- Vocal：中島みゆき

| 悪女 - Drums：渡嘉敷祐一 - Bass：後藤次利 - E.Guitar：今剛 - A.Guitar：吉川忠英 - Keyboards：渋井博 - Percussions：浜口茂外也 傾斜 - Drums：渡嘉敷祐一 - Bass：後藤次利 - E.Guitar：今剛 - A.Guitar：吉川忠英 - Keyboards：渋井博 - Percussions：浜口茂外也 鳥になって - Strings：三戸泰雄 他 - Harp：山川恵子 捨てるほどの愛でいいから - Drums：林立夫 - Bass：岡沢章 - A.Guitar：吉川忠英・芳野藤丸 - Keyboards：倉田信雄 - Percussions：石山実・山本直喜 - Strings：三戸泰雄 他 - Trombone：平内保夫・三田治美・岡田澄雄・新井英治 - Tuba：久保修平 - Horn：山田栄 - Harp：山川恵子 | B.G.M. - Drums：山木秀夫 - Bass：高水健司 - E.Guitar：松原正樹 - Keyboards：松任谷正隆 - Percussions：斉藤ノブ - Strings：トマト 家出 - Drums：山木秀夫 - Bass：長岡道夫 - E.Guitar：芳野藤丸 - A.Guitar：吉川忠英 - Keyboards：倉田信雄 - Percussions：石山実 - Vib glock：金山功 - Harp：今道美樹子 時刻表 - Drums：山木秀夫 - Bass：長岡道夫 - A.Guitar：吉川忠英・芳野藤丸 - Keyboards：倉田信雄 - Percussions：石山実 - Vib glock：金山功 - Strings：友田啓明 他 砂の船 - Drums：森川順 - Bass：富倉安生 - A.Guitar：笛吹利明 - Keyboards：渋井博 - Percussions：石山実 - Malimba：金山功 - Oboe：石橋雅一 - Strings：藤沢グループ - Trombone：平内保夫・三田治美・岡田澄雄・新井英治 歌姫 - Drums：林立夫 - Bass：長岡道夫 - E.Guitar：今剛 - A.Guitar：吉川忠英 - Keyboards：倉田信雄 - Percussions：斉藤ノブ - Malimba：金山功 - Strings：友田啓明 他 |